# میدوی (فیلم)
«میدوی» (انگلیسی: Midway (film)) یک فیلم است که در سال ۱۹۷۶ منتشر شد.

## بازیگران
- چارلتون هستون
- هنری فوندا
- جیمز کابرن
- گلن فورد
- هال هالبروک
- توشیرو میفونه
- رابرت میچام
- کلیف رابرتسون
- رابرت واگنر
- رابرت وبر
- تام سلک
- اریک استرادا
- گلن کوربت
- پت موریتا
- ریمند اسپرونس
- ادوارد آلبر
- مونته مارکام
- کریستوفر جورج
- گرگوری ولکات
- دابنی کلمن
- کوین دابسن
- اد نلسون
- کلاید کوساتسو
- فرانک پارکر
- جان لاپتون
- میچل رایان
- سوزان سالیوان